# Vetenskapsåret 1990

## Händelser

### Allmänt
- 4 januari - Kungliga vetenskapsakademien får en donation på 280 miljoner svenska kronor rån byggmästaren och mångmiljardären Göran Gustafsson i Djursholm.[1]
- 11 maj - Mikael Reuterswärd blir första svensk att bestiga Mount Everest.[1]

### Arkeologi
- 7 maj – Vid den gamla vikingatida staden Birka inleds den 1990 största arkeologiska undersökningen någonsin i Sverige.[1]
- Juli – En amerikansk expedition tillkännager en statyett föreställande en kalv vid utgrävningar i Askalon i Israel, vilken förknippas med den bibliska guldkalven, som kananéerna tillber i sin dyrkan av hedniske växtlighets- och fruktbarhetsguden Baal.[1]
- 2 oktober – I kvarteret Urmakaren intill stadshotellet i Sigtuna har arkeologerna hittat en liten blybit, som påstås utgöra bevis för att svenske Olof Skötkonungs myntverkstad funnits i Sigtuna.[1]
- 24 oktober – Arkeologer uppges ha hittat ett nytt avsnitt, 110 mil långt, av Kinesiska muren i Liaoning.[1]

### Astronomiochrymdfart
- 20 januari - Amerikanska rymdfärjan Columbia landar på Edwardbasen i Kalifornien efter att ha varit ute i rymden i elva dygn, nytt rekord för en rymdfärja, sedan man bland annat bärgat en LDEF-satellit den 12 januari 1990.[1]

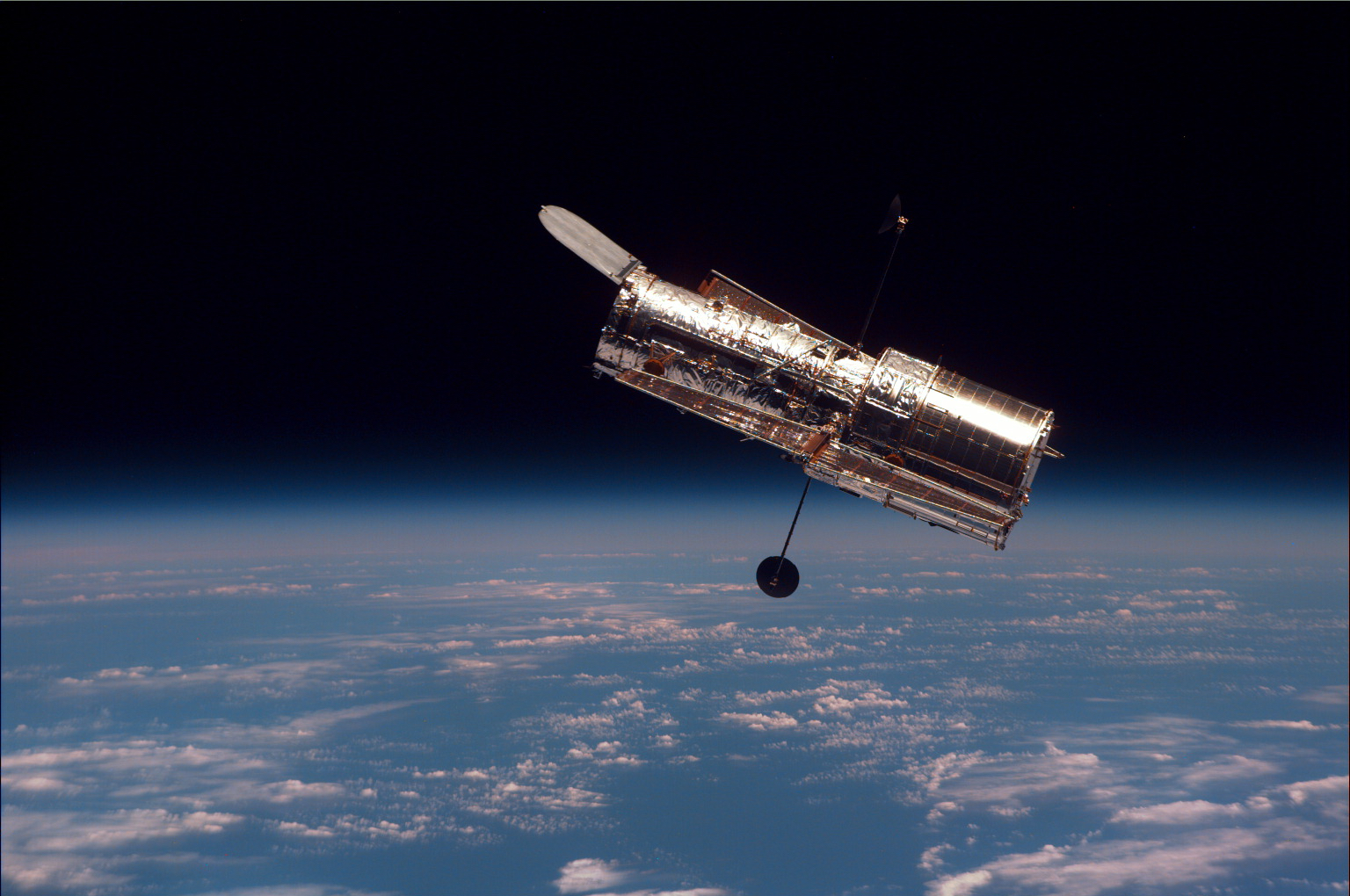
Rymdteleskopet Hubble.

- 24 april - Rymdteleskopet Hubble skjuts iväg.
- 22 juli - Den första totala solförmörkelsen i Finland sedan 1945, och den första i Europa på nio år, kan iakttas tidigt på morgonen. Sedan får finländarna vänta till 16 oktober 2126 nästa gång.[1]
- 10 augusti - Rymdsonden Magellan, som sköts iväg från en rymdfärja, når Venus som tidigare inte varit synliga.[2]
- 17 september - NASA publicerar bilder av rymdsonden Magellan från Venus.[1]
- November - Rymdsonden Magellan, som sköts iväg från en rymdfärja, visar förkastningar, vulkaner och lavaberg på Venus som tidigare inte varit synliga.[2]
- 2 december - Toyohiro Akiyama blir förste japanen i rymden.

### Biologi
- Okänt datum - Den första biologiolympiaden arrangeras i Olomouc, Tjeckoslovakien.

### Egyptologi
- 7 november – Norrmannen Oskar Rörvik presenterar en teori om att de gamla egyptierna hissat upp blocken längsmed pyramidsidan i en träsläde, glidande på ett "rullband" av längs- och tvärgående stockar.[1]

### Fysik
- 1 juni – Västtysklands och Östtysklands miljöministrar enas om stängningen av östtyska kärnkraftverket i Greifswald.[1]

## Pristagare
- Brinellmedaljen: Terkel Rosenquist
- Copleymedaljen: Abdus Salam
- Crafoordpriset: Paul R. Ehrlich och Edward O. Wilson[1]
- Darwinmedaljen: John Harper
- Davymedaljen: Keith Ingold
- Fieldsmedaljen: Vladimir Drinfeld, Vaughan Frederick Randal Jones, Shigefumi Mori och Edward Witten
- Nobelpriset: [3]
  - Fysik: Jerome I. Friedman, Henry Way Kendall, Richard E. Taylor
  - Kemi: Elias James Corey
  - Fysiologi/Medicin: Joseph E. Murray, Edward Donnall Thomas
- Steelepriset: Raoul Bott, R. D. Richtmyer, Bertram Kostant
- Turingpriset: Fernando Corbató
- Wollastonmedaljen: Wallace S. Broecker [4]

## Avlidna
- 7 januari – Sveriges första provrörsfyrlingar.[1]
- 22 juni – Ilja M. Frank, sovjetisk fysiker, nobelpristagare.
- 28 juli – Pavel Tjerenkov, sovjetisk fysiker, nobelpristagare.
- 17 november – Robert Hofstadter, amerikansk fysiker, nobelpristagare.

### Fotnoter
1. 1 2 3 4 5 6 7 8 9 10 11 12 13   Horisont 1990. Bertmarks
2. 1 2  Så funkar rymden, Stuart Atkinson, 1990
3. ↑  ”Nobelpriset”. http://nobelprize.org/nobel_prizes/lists/all/index.html. Läst 10 april 2011.
4. ↑  ”Geological Society”. Arkiverad från originalet den 5 juni 2011. https://web.archive.org/web/20110605102217/http://www.geolsoc.org.uk/gsl/society/history/page750.html. Läst 14 april 2011.